# Цефеиды
Цефеи́ды — класс пульсирующих переменных звёзд, прототипом которых стала δ Цефея. Цефеиды являются жёлтыми гигантами и сверхгигантами, среди переменных звёзд они выделяются хорошо изученной зависимостью между периодом и светимостью. Благодаря этой зависимости и высокой светимости цефеиды используются как стандартные свечи — по наблюдениям цефеид определяются расстояния до удалённых объектов, в том числе и до других галактик, а в начале XX века с их помощью было доказано существование объектов вне Млечного Пути и был открыт закон Хаббла.
Цефеиды делятся на два основных класса — классические цефеиды и цефеиды II типа, которые также неоднородны и делятся на подклассы. Звёзды этих классов сильно различаются массами и возрастами, находятся на разных стадиях эволюции и принадлежат различным звёздным популяциям, а также имеют разные зависимости между периодом и светимостью. Тем не менее, разница в периодах и светимостях между классами не так велика, и выделены они были только в 1952 году. Кроме того, механизм пульсаций у всех цефеид одинаков. Он называется каппа-механизмом, и его принцип схож с тепловым двигателем, где роль клапана играет слой ионизированного гелия.

## Характеристики

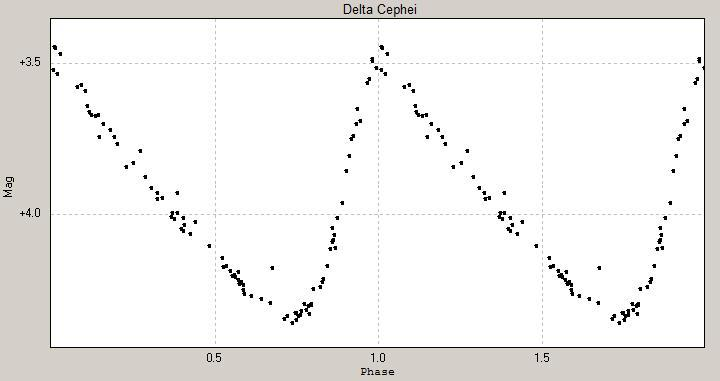
Кривая блеска Дельты Цефея — прототипа классических цефеид

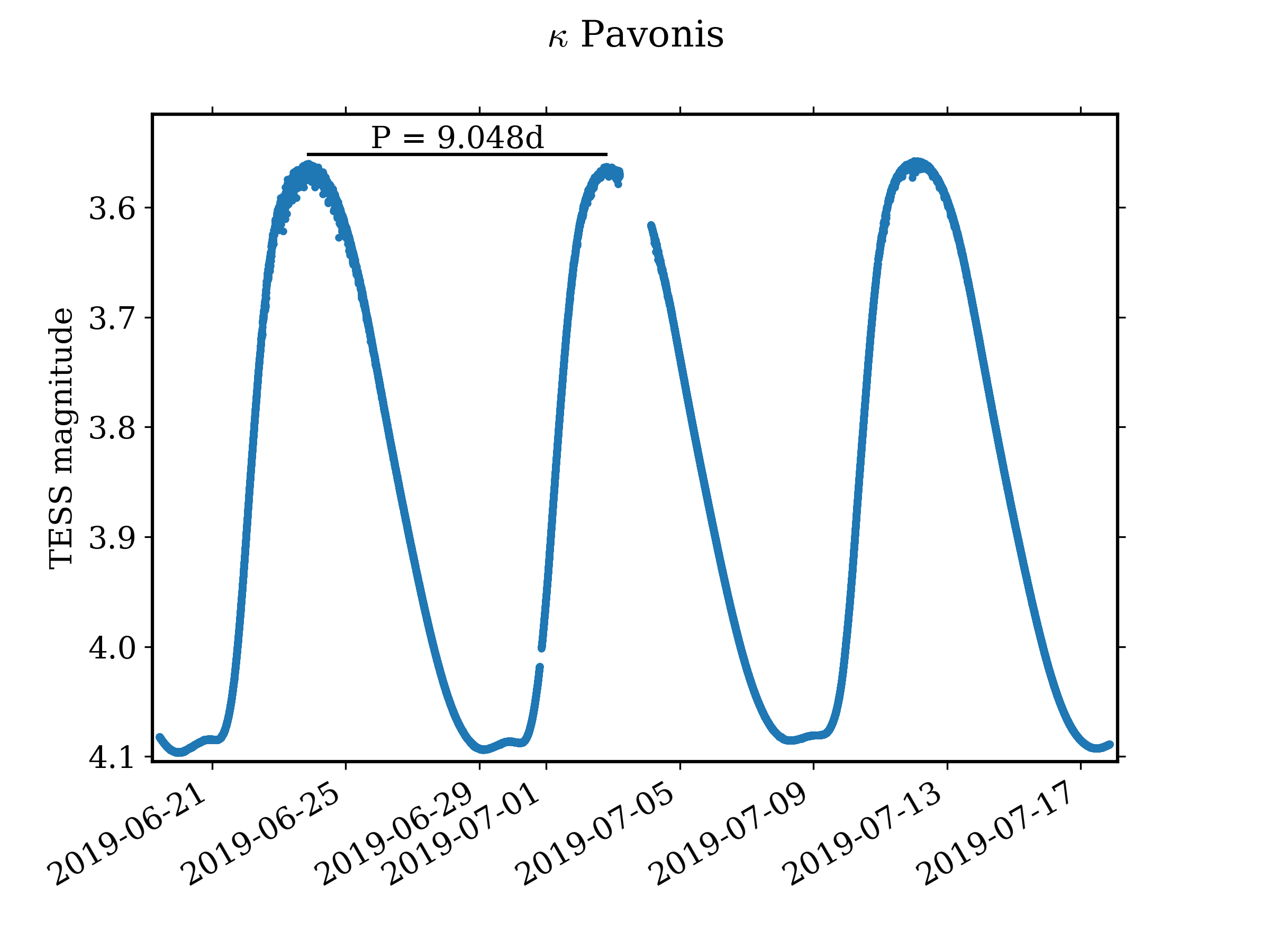
Кривая блеска Каппы Павлина — цефеиды типа II

Цефеиды являются гигантами и сверхгигантами спектральных классов F, G и раннего K. Их блеск изменяется с амплитудой в 1—2m, а спектральный класс — от F5—F8 в максимуме до F7—K1 в минимуме. Максимумы блеска, температуры и скорости расширения цефеид совпадают, однако не приходятся ни на максимум, ни на минимум радиуса. Кривые блеска цефеид отличаются довольно быстрым ростом яркости и более медленным спадом.
Характерные периоды пульсаций хорошо изученных цефеид составляют от 1 до 45 суток, но встречаются цефеиды и с более длительными периодами пульсаций. В нашей Галактике встречаются объекты с периодом в 125 суток (хотя их принадлежность к классическим цефеидам не подтверждена), а в других галактиках известны объекты с периодами более 200 суток, имеющие все признаки цефеид.
Кривые блеска переменных звёзд типа RR Лиры имеют некоторое сходство с кривыми блеска цефеид, и по этой причине в прошлом для звёзд типа RR Лиры применялся термин «короткопериодические цефеиды». Однако между цефеидами и звёздами типа RR Лиры есть и более фундаментальные физические различия, кроме периодов, поэтому такой термин считается некорректным и больше не используется.
Первые цефеиды были открыты в 1783 и 1784 годах: Эдуард Пиготт открыл переменность блеска со временем у η Орла, а в 1784 Джон Гудрайк — у δ Цефея.

### Классификация
Большинство цефеид можно отнести к одному из двух типов: к классическим цефеидам, которые принадлежат плоской подсистеме Галактики и относятся к звёздному населению I, либо к цефеидам II типа, которые относятся к сферической подсистеме Галактики и населению II. Такое деление цефеид на два основных класса ввёл Вальтер Бааде в 1952 году. Он обнаружил, что цефеиды не подчиняются единой зависимости период — светимость и выяснил, что некоторые определённые на тот момент с помощью такого метода расстояния оказались ошибочными: к примеру, оказалось, что оценка расстояния до Галактики Андромеды была занижена вдвое.

#### Классические цефеиды
Классические цефеиды — молодые звёзды населения I, которые концентрируются в плоской подсистеме Галактики и, как правило, встречаются в рассеянных звёздных скоплениях. Эти цефеиды имеют массы 3—18 M⊙, абсолютные звёздные величины от −0,5m до −6m и периоды, чаще всего лежащие в интервале 5—10 суток, а их возраст составляет 50—300 миллионов лет. На начальных стадиях эволюции, когда эти звёзды находились на главной последовательности, они имели спектральный класс B. Этот тип цефеид хорошо изучен и имеет достаточно точно определённую зависимость период — светимость, и, как правило, используется для определения расстояний.
У классических цефеид с периодами 6—20 суток в их кривых блеска обнаруживается небольшой скачок во время падения яркости, который у цефеид с периодами около 10 суток находится близко к максимуму блеска, что может привести к наличию двух максимумов. Объясняют это явление либо пульсацией в двух периодах с резонансом 1:2, либо эхом от самих пульсаций. В английской литературе такие цефеиды носят название bump cepheids (буквально «ударные цефеиды»).
Примерами классических цефеид являются η Орла и δ Цефея — первые из открытых цефеид вообще, а также Полярная звезда — последняя является ближайшей к Земле цефеидой, однако её блеск изменяется лишь в диапазоне 0,06m.

#### Цефеиды типа II
Цефеиды типа II — старые звёзды населения II, принадлежащие сферической подсистеме Галактики. Они встречаются в основном в шаровых звёздных скоплениях и подчиняются иной зависимости период — светимость, нежели классические цефеиды: при одинаковых периодах цефеиды типа II на 1,5m — то есть приблизительно в 4 раза — тусклее, чем классические цефеиды. Абсолютные звёздные величины таких звёзд лежит в диапазоне от 0m до −3m, а периоды чаще всего составляют 12—28 суток. Массы цефеид типа II измерялись только косвенно, по их пульсациям, и считается, что они лежат в диапазоне 0,5—0,8 M⊙. Возраст таких цефеид составляет более 10 миллиардов лет.
Цефеиды типа II делятся на 3 подкласса:
- переменные типа BL Геркулеса — с периодами от 1 до 5—8 суток,
- переменные типа W Девы — с периодами 10—20 суток,
- переменные типа RV Тельца — с периодами более 20 суток. Кроме большего периода, звёзды этого подкласса выделяются неправильной формой кривых блеска и иногда рассматриваются как промежуточный тип звёзд между цефеидами и миридами. Этот подкласс, в свою очередь, делится на два подтипа[16]:
  - RVa — средняя за период светимость звезды постоянна,
  - RVb — средняя за период светимость меняется с периодом в 600—1500 суток.

В прошлом, когда цефеиды II типа ещё не делили на подклассы, термины «переменные типа W Девы» и «цефеиды типа II» были взаимозаменяемы. Разделение же было введено на основании того, что звёзды разных подклассов находятся на разных стадиях звёздной эволюции.
Примерами цефеид типа II могут служить прототипы каждого из трёх подклассов: BL Геркулеса, W Девы и RV Тельца.

#### Аномальные цефеиды
Кроме двух основных типов, известны так называемые «аномальные цефеиды»: они встречаются в карликовых сфероидальных галактиках и имеют светимости и периоды, соответствующие промежуточным значениям между цефеидами I типа и II типа. Прототипом для этого класса стала звезда BL Волопаса, и, соответственно, такие звёзды стали называться переменными типа BL Волопаса. Предполагается, что такие объекты имеют массы порядка 1,5 M⊙. Термин «аномальные цефеиды» использовался для описания цефеид типа W Девы короткое время после их открытия, однако сейчас в таком значении не применяется.

#### Бимодальные цефеиды
Би- и мультимодальные цефеиды — звёзды, пульсирующие в двух или более различных периодах. Если периоды близки, то в пульсациях цефеид возникают биения. Около половины цефеид с периодами от 2 до 4 суток являются бимодальными.

### Связь периода и светимости
| Спектральный диапазон | {\displaystyle \alpha } | {\displaystyle \beta } |
| --------------------- | ----------------------- | ---------------------- |
| B                     | −2,40                   | −0,73                  |
| V                     | −2,87                   | −1,01                  |
| RC                    | −2,97                   | −1,30                  |
| R                     | −3,13                   | −1,32                  |
| IC                    | −3,07                   | −1,46                  |
| I                     | −3,18                   | −1,60                  |
| J                     | −3,37                   | −1,69                  |
| H                     | −3,52                   | −1,85                  |
| K                     | −3,52                   | −1,94                  |

Зависимость период — светимость для цефеид двух типов

В 1908 году Генриетта Ливитт открыла зависимость между периодом изменения блеска и светимостью цефеид в Магеллановых Облаках. Звёзды там заведомо находились на одном расстоянии, а значит, их светимости можно было сравнивать напрямую. В 1913 году Эйнар Герцшпрунг установил, что цефеиды в Магеллановых Облаках — такие же, как и в окрестностях Солнца, и открытая прежде зависимость периода и светимости везде одинакова. Тогда же Герцшпрунг ввёл само обозначение «цефеида» — по названию звезды δ Цефея.
С тех пор параметры зависимости неоднократно уточнялись. В 1997 году эмпирически, на основании данных Hipparcos была получена следующая формула для классических цефеид:
{\displaystyle M_{v}=-2{,}81\lg(P)-(1{,}43\pm 0{,}1),}
где {\displaystyle M_{v}} — средняя абсолютная звёздная величина в спектральном диапазоне V, а {\displaystyle P} — период пульсаций в сутках.
Кроме того, в 1996 году были получены зависимости для различных спектральных диапазонов, имеющие схожий вид:
{\displaystyle M=\alpha \lg(P)+\beta ,}
где {\displaystyle \alpha ,\ \beta } — некоторые числовые параметры, для разных спектральных диапазонов принимающие значения, приведённые в таблице.
Между тем, даже при достаточно точных данных звёздные величины и периоды не идеально укладываются в вышеуказанную зависимость. На неё влияет также положение цефеиды на полосе нестабильности, которое может быть выражено показателем цвета. В 2007 году была предложена следующая формула, использующая показатель цвета {\displaystyle V-I}:
{\displaystyle M=-2{,}58-3{,}288(\pm 0{,}151)\lg P+2{,}45(V-I)}
Связь периода и светимости объясняется тем, что и период, и светимость цефеиды увеличиваются с увеличением массы. Кроме того, чем больше масса звезды, тем меньше общий срок её жизни и её возраст в момент, когда она становится цефеидой. Таким образом, все четыре параметра оказываются связанными.

## Физика явления

### Механизм пульсаций
Обычно звёзды находятся в термодинамическом равновесии, то есть внутреннее давление газа в звезде и её собственный вес уравновешены. Если оно нарушается, в частности, звезда расширяется или сжимается, она стремится вернуться в состояние равновесия и в ней начинаются колебания. Период таких колебаний — собственный период {\displaystyle P}, связан со средней плотностью звезды {\displaystyle \rho } следующим образом:
{\displaystyle P={\frac {1}{\sqrt {G\rho }}},}
где {\displaystyle G} — гравитационная постоянная. Например, для Солнца, имеющего среднюю плотность 1,4 г/см3, период будет составлять немногим меньше часа. Возможность таких пульсаций предсказал в 1879 году немецкий физик Август Риттер, а в 1894 году Аристарх Белопольский обнаружил изменения лучевой скорости цефеид. Изначально предполагалось, что эти изменения вызваны наличием невидимых массивных спутников, но потом выяснилось, что они объясняются радиальными пульсациями.
Если обычная звезда по каким-то причинам потеряет равновесие, то она начнёт колебаться, но эти колебания быстро затухнут. Наблюдения пульсирующих переменных, в частности, цефеид, показывают, что их колебания не затухают, а значит, они должны иметь какой-то источник энергии. В 1917 году Артур Эддингтон выдвинул гипотезу, которая объясняла, откуда берётся энергия, — источник энергии в ней носит название «каппа-механизм» или «клапан Эддингтона» и схож с тепловым двигателем. Это предположение подтвердилось в 1953 году, когда Сергей Жевакин обнаружил в спектрах цефеид линии ионизованного гелия — именно он играл роль клапана в гипотезе Эддингтона.
Сам механизм заключается в следующем: в цефеидах имеется слой ионизованного гелия толщиной в 1—2 % радиуса звезды. He III (дважды ионизованный гелий) менее прозрачен, чем He II (однократно ионизованный гелий), и чем больше температура, тем бо́льшая часть гелия становится дважды ионизованной. Из-за этого слой гелия становится менее прозрачным, он начинает задерживать энергию и при этом нагреваться, из-за чего звезда расширяется. При расширении температура слоя гелия снова падает, происходит частичная рекомбинация He III и превращение его в He II, и он становится более прозрачным, пропуская лучистую энергию во внешние слои. Из-за этого давление во внутренних слоях звезды падает, под действием силы тяжести звезда опять сжимается, и процесс повторяется. У звёзд с разными массами различаются распределения температур в недрах, и чем массивнее звезда, тем ближе к поверхности достигается необходимая для реализации описываемого процесса температура, составляющая 35000—55000 K.
Колебания могут продолжаться только в том случае, если их период совпадает с собственным периодом колебаний звезды. При увеличении массы уменьшается плотность звезды и увеличивается период колебаний и светимость, чем и вызвана наблюдаемая зависимость период — светимость.
Каппа-механизм пульсации могут поддерживать не только цефеиды, но параметры звёзд, которые могут пульсировать, ограничены. На диаграмме Герцшпрунга — Рассела они образуют полосу нестабильности.
Каппа-механизм является основной причиной пульсаций, но есть ещё две второстепенных. Суть первой из них состоит в том, что слой ионизованного гелия имеет более низкую температуру, чем соседние слои, из-за чего часть энергии переходит к нему, усиливая каппа-механизм, — это явление носит название гамма-механизма. Второй носит название r-механизма или радиус-механизма и заключается в том, что при сжатии звезды уменьшается её площадь, с которой излучается энергия. Плотность энергии внутри звезды возрастает, что приводит к расширению оболочек.

### Цефеиды как стадия эволюции

Эволюционный трек звезды массой 5, пересекающий полосу нестабильности.

В ходе эволюции звёзды меняют свои параметры, равно как и положение на диаграмме Герцшпрунга — Рассела. Когда в недрах звёзд в результате синтеза заканчивается водород, они начинают увеличиваться в размерах и охлаждаться, сходя с главной последовательности и переходя на стадию субгигантов. В это время массивные звёзды могут перейти полосу нестабильности и на время стать цефеидами — на этой стадии такой переход занимает 102—104 лет, что очень мало по астрономическим меркам. После этого звезда переходит на ветвь красных гигантов, и, если её масса достаточно велика, то гелий в ней вступает в термоядерную реакцию постепенно, из-за чего звезда переходит на так называемую голубую петлю. В зависимости от массы, звезда на голубой петле может пересечь полосу нестабильности до двух раз и находиться на ней значительно дольше, чем при первом прохождении. В некоторых случаях звезда может дважды пройти голубую петлю, и, соответственно, переходов полосы нестабильности на этой стадии будет четыре.
Цефеиды II типа — маломассивные звёзды, которые эволюционируют иным образом. Среди них выделяется три подкласса, которые соответствуют различным стадиям эволюции звёзд. После того, как в ядре маломассивной звезды загорается гелий, она переходит на горизонтальную ветвь — светимости звёзд на ней практически одинаковы, а температуры зависят от массы и металличности. Горизонтальная ветвь пересекается с полосой нестабильности, и звёзды на пересечении этих двух областей пульсируют — они известны как переменные типа RR Лиры. Однако если звезда попадёт на высокотемпературную часть горизонтальной ветви, то пульсировать она в это время не будет. Когда в её ядре закончится гелий, она начнёт расширяться и охлаждаться, попадёт на асимптотическую ветвь гигантов, в некоторый момент окажется на полосе нестабильности и начнёт пульсировать — в таком случае звезда станет переменной типа BL Геркулеса.
Если же звезда попадает на низкотемпературную часть горизонтальной ветви, то асимптотическая ветвь гигантов не пересекается с полосой нестабильности. Однако у звёзд в конце асимптотической ветви гигантов может происходить смена слоевого водородного источника на гелиевый и обратно, из-за чего температура звезды может ненадолго повышаться, а сама звезда — проходить голубую петлю. Если звезда при этом переходит полосу нестабильности и начинает пульсировать, то она становится переменной типа W Девы.
После окончания асимптотической ветви гигантов маломассивные звёзды сбрасывают оболочку и становятся белыми карликами, но перед этим температура их поверхности увеличивается, что также приводит к проходу звездой полосы нестабильности. Звёзды, проходящие полосу на этой стадии, становятся переменными типа RV Тельца.
Период звезды связан не только со светимостью, но и с положением её на полосе нестабильности: при равных светимостях более холодная звезда будет иметь больший период пульсаций, чем более горячая. Из-за того, что переход полосы нестабильности во время стадии субгигантов по астрономическим меркам идёт очень быстро, многолетние систематические наблюдения позволяют зарегистрировать изменения периодов цефеид. Увеличение периода означает, что температура фотосферы уменьшается и звезда на диаграмме движется вправо, а уменьшение периода — увеличение температуры фотосферы и движение влево.

#### Распределение цефеид по периодам
В Млечном Пути наиболее распространены классические цефеиды с периодом пульсаций около 5 суток. При этом в Большом и Малом Магеллановых Облаках пиковые периоды составляют, соответственно, 3,2 и 1,6 суток. Такое различие связано с тем, что металличности этих спутников меньше, чем у Млечного Пути, соответственно, в 2,2 и в 4,8 раз.
От массы звезды и от содержания тяжёлых элементов зависит максимальная температура, которая будет достигнута на голубой петле — чем больше масса и чем меньше металличность, тем больше будет максимальная температура, а от неё зависит, попадёт ли звезда на голубой петле на полосу нестабильности. Чем меньше металличность галактики, тем меньше минимальная масса звёзд, которые смогут стать цефеидами. Так как период цефеиды зависит от её массы, то минимальный период также зависит от металличности. В то же время, больше всего распространены маломассивные звёзды, поэтому цефеиды с минимальным периодом будут наиболее многочисленны.

## Значение для астрономии
Из-за известной и повторяемой связи между периодом и светимостью цефеиды используются в качестве стандартных свеч в астрономии. С их помощью можно находить расстояния в диапазоне от 100 пк до 20 Мпк, для большей части которого измерения расстояний методом параллаксов дают очень низкую точность. Таким образом, цефеиды важны для определения расстояний до далёких объектов и установления шкалы расстояний в астрономии.
В 1916—1918 годах, на основании работ Генриетты Ливитт и Эйнара Герцшпрунга, Харлоу Шепли впервые использовал цефеиды в качестве стандартных свеч. Уточнив соотношение светимости и периода, он оценил расстояния до ближайших шаровых скоплений; затем, последовательно используя другие критерии, он определил расстояния (порядка сотен тысяч световых лет) до более далёких скоплений, выяснил размеры Млечного Пути и определил, что Солнце находится на краю Галактики. В 1925—1926 годах Эдвин Хаббл обнаружил несколько цефеид в галактике Андромеды и вычислил расстояние до них, тем самым впервые доказав существование объектов вне нашей Галактики. В дальнейшем по результатам наблюдений движения цефеид была определена форма спиральных рукавов Млечного Пути и скорость вращения объектов в нём. При этом большинство цефеид имеют очень высокие светимости, поэтому легко доступны для наблюдения те, что расположены в соседних галактиках, и благодаря этому цефеиды используют для нахождения расстояний до других галактик, что позволяет определить постоянную Хаббла, и до ещё более ярких объектов — сверхновых. Ускоренное расширение Вселенной также было открыто благодаря цефеидам: оказалось, что фотометрически определённые расстояния до самых дальних галактик не соответствуют скоростям их удаления.
Данные о цефеидах и их точность очень важны: например, ошибка в определении абсолютной светимости цефеид на 1m приводит к ошибке в определении расстояний в 1,58 раза, и такая же ошибка будет в значении постоянной Хаббла, определяемой по расстоянию до цефеид. Точное определение зависимости период — светимость затрудняется тем, что на эту зависимость влияют, например, металличность звезды и её текущее положение на полосе нестабильности, и, в частности, по этой причине оценки постоянной Хаббла варьируются от 60 до 80 км·с−1·Мпк−1.